# اصل جانشینی
اصل جانشینی، یکی از اصول بیمه است. طبق این اصل، پس از جبران هر خسارت، هر حقوق قانونی که ممکن است به دلیل حادثه منتهی به این خسارت، برای بیمه‌گذار پدید آمده باشد به بیمه‌گر منتقل می‌شود.
در مواقعی که در حادثه‌ای مسئول ایجاد خسارت مشخص باشد زیان‌دیده حق دارد که خسارت خود را از مسئول حادثه مطالبه نماید. در صورت جبران خسارت توسط بیمه‌گر بدیهی است به موجب اصل غرامت بیمه‌گذار نمی‌تواند از مسئول ایجاد حادثه نیز خسارت دریافت دارد والا موجب نفع و استفاده وی می‌شود.
به این جهت در قراردادهای بیمه اشیاء و درمان قید می‌شود در مواردی که حادثه مسئول مشخصی دارد، خسارت توسط بیمه‌گر جبران شود و سپس بیمه‌گر از حقی که بیمه‌گذار در مقابل مسئول حادثه دارد استفاده نماید، بنابراین با پرداخت خسارت توسط بیمه‌گر، حقوق بیمه‌گذار در مقابل مسئول خسارت به بیمه‌گر واگذار می‌گردد و بیمه‌گر می‌تواند اقدام‌های لازم را جهت وصول مبلغ خسارت از مسئول حادثه به عمل آورد. قلمرو اجرای اصل جانشینی در بیمه‌های اشیاء و درمان است. بنابراین اصل جانشینی در بیمه‌های عمر، حادثه جسمانی و مسئولیت کاربرد ندارد.